# Hrvatsko Selo
Hrvatsko Selo es una localidad de Croacia en el municipio de Topusko, condado de Sisak-Moslavina. Según el censo de 2021, tiene una población de 249 habitantes.